# Hélène Bertaux

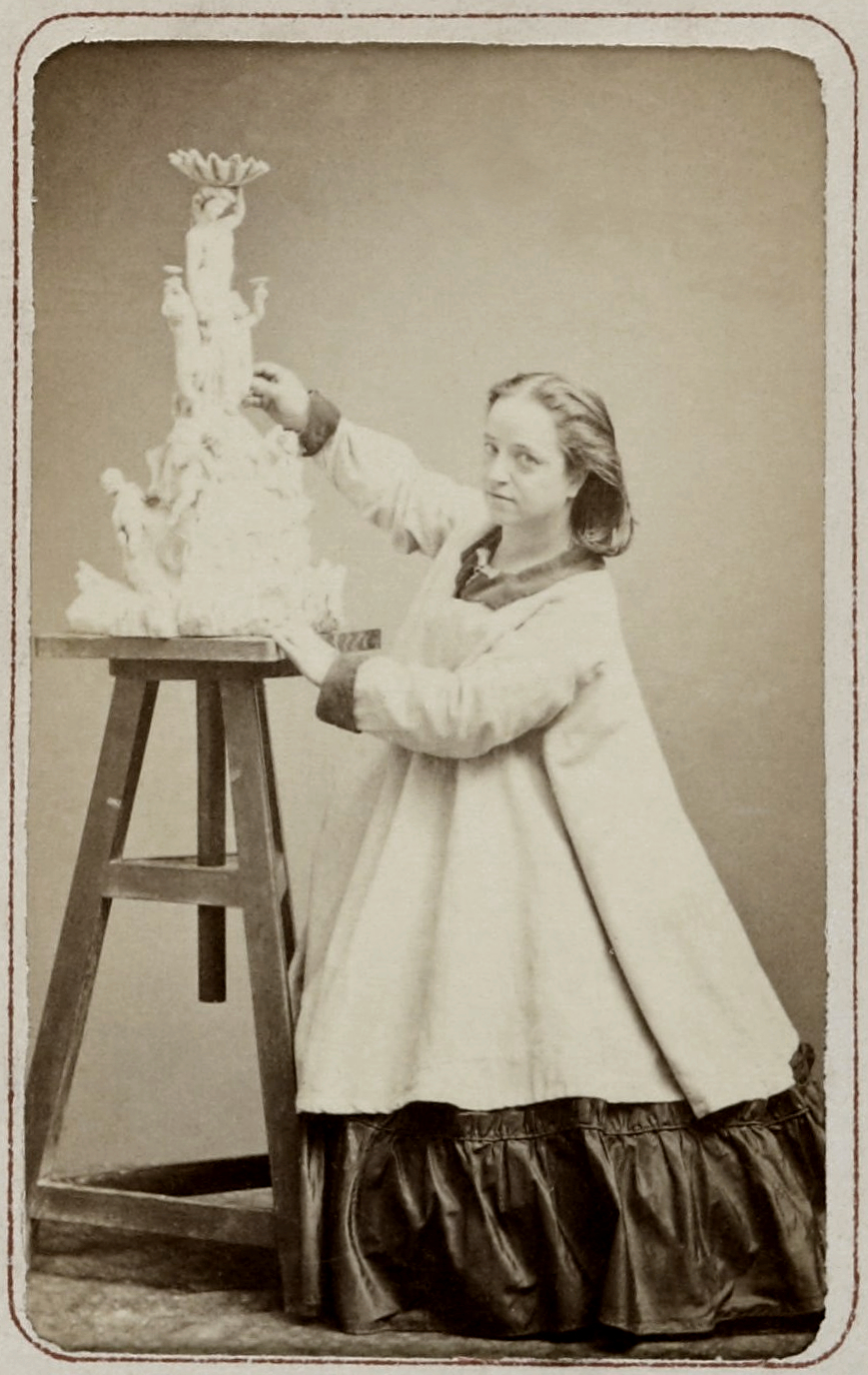
Hélène Bertaux. Fotografie von Étienne Carjat 1864.

Joséphine Charlotte Hélène Bertaux (* 4. Juli 1825 in Paris; † 20. April 1909 in Saint-Michel-de-Chavaignes, Département Sarthe) war eine französische Bildhauerin und Frauenrechtlerin. Sie benutze als Pseudonym Allélit. Ihre Skulpturen signierte sie später mit Madame Léon Bertaux.

## Leben
Hélène Bertaux wurde am 4. Juli 1825 in Paris geboren und war die Schülerin von ihrem Vater dem Bildhauer Pierre Hébert und von Augustin-Alexandre Dumont. Ihr Bruder war der Bildhauer Pierre-Eugène-Émile Hébert (* 1828; † 1893). 1849 debütierte sie mit einem Porträt unter dem Namen Allélit. Sie war mit Léon Bertaux (* 1827) verheiratet.
Um das Recht der Frauen auf eine künstlerische Ausbildung zu erreichen, gründete sie im Dezember 1881 die „Union des femmes Peintres et Sculpteurs“ (Union der Frauen-Maler und Bildhauer) und wurde deren erste Vorsitzende. Sie sprach sich für eine Zulassung der Frauen an der „Ecole des Beaux-Arts“ aus. Auf der Pariser Weltausstellung 1889 wurde ihre Plastik „Psyché sous l'empire du mystère“ ausgestellt. Im „Journal des femmes artistes“ schrieb sie am 1. Juni 1891: „Die Kunst der Frauen […] ist die natürliche Folge der Kunst dieser Allianz männlich geboren etwas, was wir noch nicht wissen. […] die Geburt einer Kunst, die die Marke von Genie unserer Sex trägt: Frauen bleiben, bleiben, Künstler, vereint bleiben“. Sie erwirkte, dass an der École des Beaux-Arts Frauen ab 1896 Vorlesungen über Perspektive, Anatomie und Kunstgeschichte besuchen und die Bibliothek der Akademie benutzen durften.
Ihre letzten Jahre verbrachte sie in dem Château de Lassay, (Kanton Lassay-les-Châteaux). Sie starb am 20. April 1909 in Saint-Michel-de-Chavaignes und wurde dort bestattet.
Die Kunsthistorikerin Ellen Thormann schrieb 1993 über sie: „Die Bildhauerin Helene Bertaux (1825–1909) ist die prägendste und erfolgreichste Persönlichkeit bei der Durchsetzung von Frauenrechten innerhalb der bildenden Künste“.

## Werke (Auswahl)

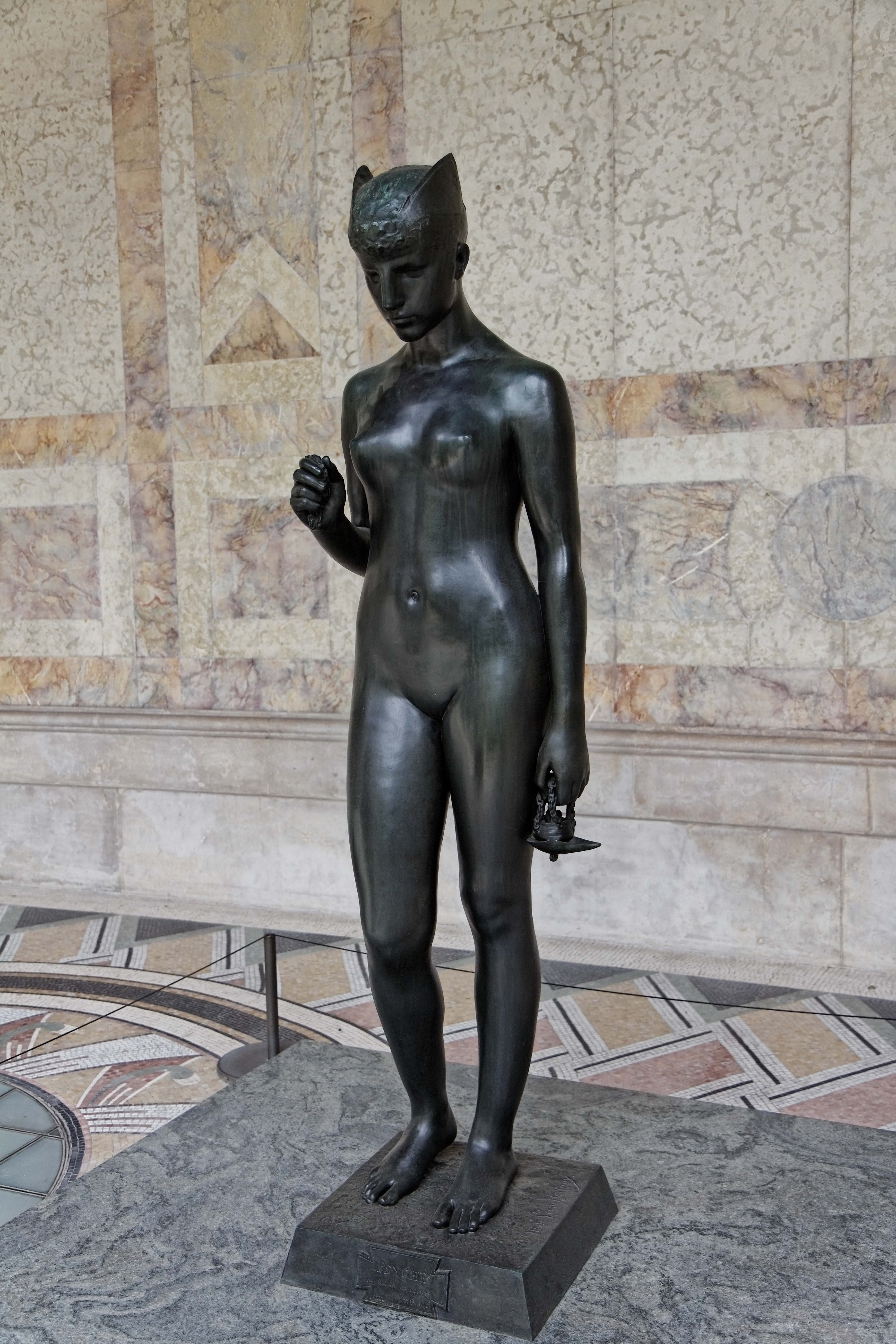
Psyché sous l'empire du mystère. Plastik von Hélène Bertaux.

- Die drei theologischen Tugenden (am Weihwasserkessel der Kirche St. Gratien in Saint-Gratien (Val-d’Oise), 1859)
- Himmelfahrt der Maria (Gipsgruppe)
- Der Winter (Bronzerelief)
- Almosen an die Armen (Opferstock in Bronze, 1861)
- Junger Gallier als Gefangener der Römer (in Marmor, 1867)
- Junges Mädchen im Bad (in Marmor, 1876)
- Ein junger Gefangener (Bronzestatue)
- Die Schifffahrt (Giebelfeld der neuen Fassade der Tuilerien, 1865)
- monumentaler Brunnen in Amiens,
- die Taufe Christi in Notre Dame zu Vincennes
- die Heiligen Matthäus und Laurentius für das Portal der Kirche St. Laurent in Paris.
- Baron Marc de Bourget (1850–1914) (Medaillon)
- Psyché sous l'empire du mystère (1889)

## Ehrungen
- Promenade Hélène Bertaux in Rennes.